# Herserange
Herserange (Luxemburgs: Hierkereng) is een gemeente in het Franse departement Meurthe-et-Moselle (regio Grand Est). Herserange telde op 1 januari 2022 4.176 inwoners.
De gemeente maakt deel uit van het arrondissement Briey en, tot de gemeente in het begin van 2015 werd toegevoegd aan het kanton Longwy, was het de hoofdplaats van het toen opgeheven Kanton Herserange.

## Geografie
De oppervlakte van Herserange bedroeg op 1 januari 2022 3,54 vierkante kilometer; de bevolkingsdichtheid was toen 1.179,7 inwoners per km².

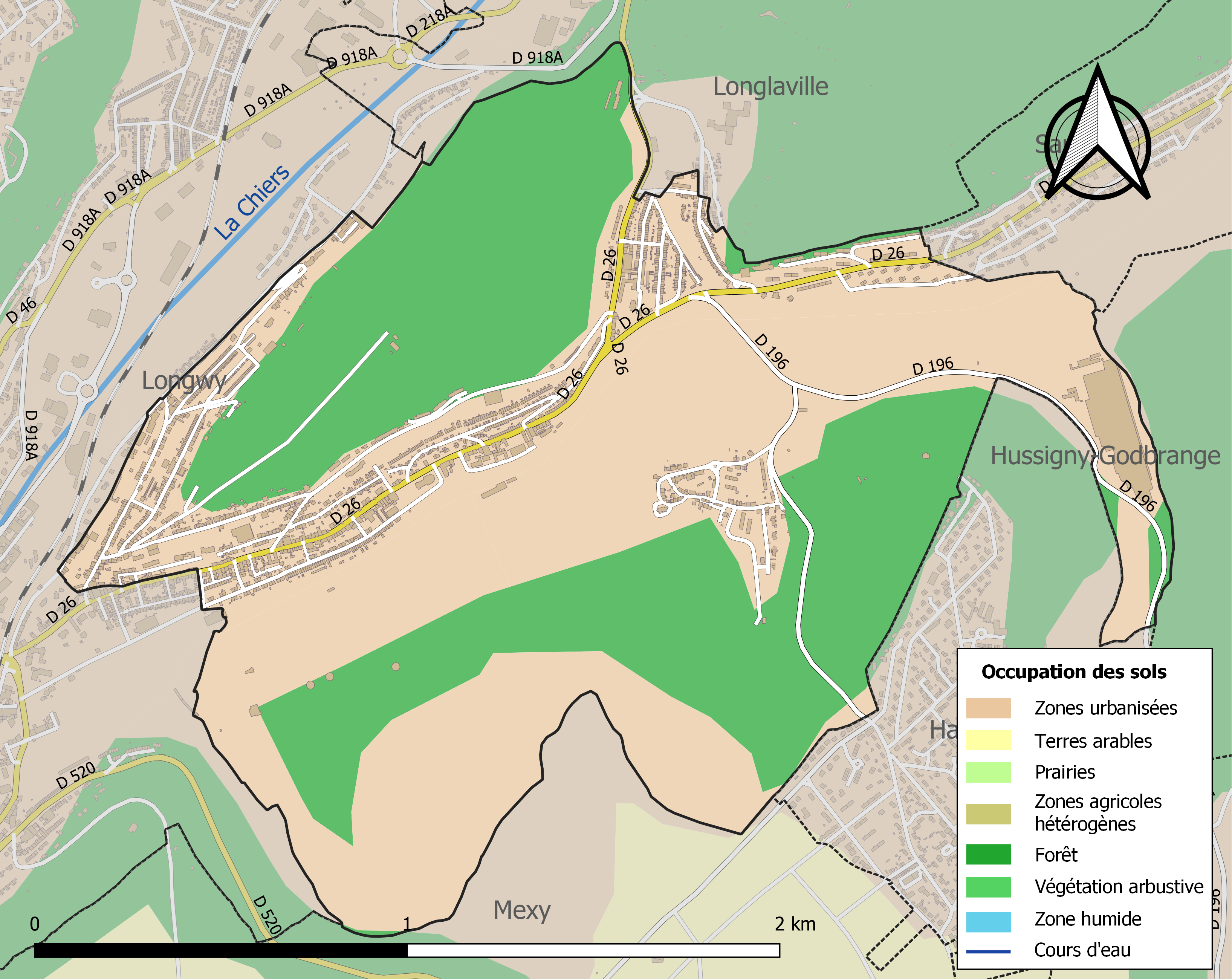
Kaart van de gemeente met de belangrijkste infrastructuur, bodemgebruik en omliggende gemeenten

## Demografie
Onderstaande figuur toont het verloop van het inwonertal (bron: INSEE-tellingen).